# Sinnakone Koumanykham
Sinnakone Koumanykham (laotisch: ສີນນະກອນ ກຸມະນີຄຳ; * 10. Juli 2003 in Luang Prabang) ist ein laotischer Fußballspieler.

## Karriere

### Verein
Sinnakone Koumanykham erlernte das Fußballspielen in der Schulmannschaft der Sinnakone High School sowie in der Universitätsmannschaft der Santiphanp University. Seinen ersten Vertrag unterschrieb er am 1. Januar 2022 beim Luang Prabang FC. Der Verein aus Luang Prabang spielt in der ersten Liga des Landes, der Lao Premier League.

### Nationalmannschaft
Sinnakone Koumanykham spielt seit 2022 für diverse Jugendnationalmannschaften seines Landes.